# Triumfetta polyandra
Triumfetta polyandra är en malvaväxtart som beskrevs av José Mariano Mociño, Amp; Sesse och Dc.. Triumfetta polyandra ingår i släktet triumfettor, och familjen malvaväxter. Inga underarter finns listade i Catalogue of Life.